# The Final Riot! Tour
The Final Riot! Tour fue una gira realizada por la banda estadounidense Paramore, con fines promocionales para su segundo álbum de estudio Riot! (2007). La gira inició el 28 de julio de 2008 en Reno, Nevada y terminó el 1 de septiembre de 2008 en Seattle, Washington, con un total de veintiún conciertos en Norteamérica. El show del 12 de agosto en Chicago fue filmado y posteriormente lanzado como un DVD/Álbum en vivo titulado The Final RIOT!.

## Teloneros
- Jack's Mannequin
- Phantom Planet
- Paper Route

## Fechas de la gira
| Norteamérica            |                  |                |                                              |
| 28 de julio de 2008     | Reno             | Estados Unidos | Grand Sierra Resort & Casino                 |
| 29 de julio de 2008     | Henderson        | Estados Unidos | Henderson Pavilion                           |
| 30 de julio de 2008     | Costa Mesa       | Estados Unidos | Pacific Amphitheater                         |
| 1 de agosto de 2008     | San Diego        | Estados Unidos | Qualcomm Stadium at Jack Murphy Field        |
| 2 de agosto de 2008     | Mesa             | Estados Unidos | Mesa Amphitheater                            |
| 5 de agosto de 2008     | Little Rock      | Estados Unidos | Riverfest Amphitheater                       |
| 6 de agosto de 2008     | Nueva Orleans    | Estados Unidos | Sugar Mill                                   |
| 7 de agosto de 2008     | Memphis          | Estados Unidos | Mud Island Amphitheater                      |
| 12 de agosto de 2008    | Chicago          | Estados Unidos | Congress Theater                             |
| 13 de agosto de 2008    | Sterling Heights | Estados Unidos | Freedom Amphitheatre                         |
| 15 de agosto de 2008    | Filadelfia       | Estados Unidos | Festival Pier                                |
| 16 de agosto de 2008    | Asbury Park      | Estados Unidos | Convention Hall                              |
| 17 de agosto de 2008    | Providence       | Estados Unidos | Providence Pier                              |
| 22 de agosto de 2008    | Montreal         | Canadá         | Metropolis                                   |
| 23 de agosto de 2008    | Toronto          | Canadá         | Kool Haus                                    |
| 24 de agosto de 2008    | Cleveland        | Estados Unidos | Time Warner Cable Amphitheater at Tower City |
| 26 de agosto de 2008    | Saint Paul       | Estados Unidos | Minnesota State Fair Grandstand              |
| 28 de agosto de 2008    | Nueva York       | Estados Unidos | Rumsey Playfield Central Park                |
| 29 de agosto de 2008    | Portsmouth       | Estados Unidos | Ntelos Wireless Pavilion                     |
| 30 de agosto de 2008    | Wallingford      | Estados Unidos | Chevrolet Theatre                            |
| 1 de septiembre de 2008 | Seattle          | Estados Unidos | Seattle Center                               |